# Garth Nix
Garth Nix (* 19. července 1963 Melbourne, Austrálie) je populární australský spisovatel s mnoha čtenáři a fanoušky. Zaměřuje se zejména na fantasy tematiku. Mezi jeho díla patří populární knižní série Staré království, Klíče ke království či Sedmá věž.

## Život
Narodil se v sobotu 19. července 1963 v australském Melbourne. V dětství se jeho domovem stalo město Canberra. V letech 1984 až 1986 navštěvoval Cannberskou univerzitu. Vystudoval zde profesionální psaní. Roku 1987 se přestěhoval do Sydney a dodnes tu poblíž Coogee Beach žije se svou ženou Anne. Spolu mají syny Thomase a Edwarda.
Poté, co pracoval jako publicista, knižní redaktor nebo literární agent mnoha firem, se v roce 2002 stává spisovatelem z povolání. Jeho knihy se prodávají po celém světě, byly přeloženy do více než 28 jazyků a ocitají se na výčtech bestsellerů časopisů jako jsou The New York Times, Publishers Weekly, The Bookseller, The Australian a The Sunday Times.

## Ocenění a nominace
- 1999 Speciální ocenění v Golden Duck Awards for Australian Contribution to Children's Science Fiction (Cena zlaté kachny pro australské přispění do dětské Sci-fi)

## Motta některých knih
- Sedm dní. Sedm klíčů. Sedm ctností. Sedm hříchů.
  - série Klíče ke Království
- Temnota zahaluje svět. Někdo se jí musí postavit.
  - Sabriel (trilogie Staré království)
- Volí si stezku chodec, nebo stezka chodce?
  - Lirael (trilogie Staré království)
- Když jsou probuzeny starobylé síly, je vzhůru spousta bytostí.
  - Abhorsenka (trilogie Staré království)

## Napsali o něm
- "Garth Nix napsal možná nejúspěšnější příběh pro dospívající od vydání Harryho Pottera… trilogii s příslibem bestselleru."
  - britský časopis The Independent
- "Mezi řádky trilogie leží otázka: Vybral si čtenář tuto knihu, nebo si kniha vybrala svého čtenáře."
  - Strange Horizons
- "Povinná četba pro všechny příznivce Pána prstenů. Věřte nám, jde o knihu s ohromujícím potenciálem, takže si ji přečtěte dřív než všichni vaši známí!"
  - Blush

## Knihy
Uvedená data se prvotně vztahují k vydání v anglické verzi, v závorce jsou uvedená data českého vydání.

### The Seventh Tower (Sedmá věž)
- 2000 The Fall (Pád, Egmont 2002)
- 2000 Castle (Hrad, Egmont 2002)
- 2001 Aenir (Aenir, Egmont 2002
- 2001 Above the Veil (Nad závojem, Egmont 2003)
- 2001 Into Battle (Do boje, Egmont 2003)
- 2001 The Violet Keystone (Fialový kámen, Egmont 2003)

### The Abhorsen Trilogy (Staré království)
- 1995 Sabriel (Sabriel, Triton 2004)
- 2001 Lirael, Daughter of the Clayr (Lirael, Triton 2005
- 2003 Abhorsen (Abhorsenka, Triton 2006)
- 2014 Clariel: The Lost Abhorsen (Clariel, Triton 2016)

### The Keys to the Kingdom (Klíče ke království)
- 2003 Mister Monday (Pan Pondělí, Triton 2005)
- 2004 Grim Tuesday (Úděšné Úterý, Triton 2006)
- 2005 Drowned Wednesday (Sychravá Středa, Triton 2008)
- 2006 Sir Thursday (Sir Čtvrtek, Triton 2011)
- 2007 Lady Friday (Lady Pátková, Triton 2011)
- 2008 Superior Saturday (Lepší Sobota, Triton 2014)
- 2009 Lord Sunday (Lord Neděle,Triton 2014)

### Very Clever Baby's
- 1988 Very Clever Baby's First Reader
- 1989 Very Clever Baby's Ben-Hur
- 1990 Very Clever Baby's Guide to the Greenhouse Effect
- 1998 Very Clever Baby's First Christmas

### Samostatné
- 1990 The Ragwitch
- 1997 Shade's Children
- 1997 The X-Files: The Calusari (Akta X: Calusari, Talpress 1997)
- 1998 Bill the Inventor
- 1999 Blackbread the Pirate
- 1999 Serena and the Sea Serpent
- 2005 Across the Wall: Tales of the Old Kingdom And Other Stories (Za Zdí, Triton, 2010)
- 2007 One Beastly Beast: Two Aliens, Three Inventors, Four Fantastic Tales
- A Confusion of Princes

## Povídky
- 1984 Sam, Cars and the Cuckoo, zveřejněno v The Fighting Fantasy Magazine
- 2001 Lightning Bringer, zveřejněno v Love and Sex
- 2001 Under the Lake, zveřejněno v F&SF